# Emblema della Macedonia del Nord
L'emblema della Macedonia del Nord (Грбот на Македонија) è il simbolo araldico ufficiale del Paese, adottato il 16 novembre 2009.

## Descrizione
Esso è composto da due ghirlande di tabacco, frumento e frutti di papavero uniti da una banda decorata con i ricami tradizionali dei costumi macedoni. Al centro dell'emblema si vede il profilo stilizzato del lago di Ocrida e dei Monti Šar con alle spalle un sole che sorge, il tutto sormontato da un arco. Lo stile dell'emblema ricorda quello della Jugoslavia. Tale emblema venne adottato il 27 giugno 1946 dall'assemblea popolare della Repubblica Socialista di Macedonia.
Con l'indipendenza raggiunta nel 1991 da più parti si è chiesto di cambiare l'emblema dello Stato. Nel 1992 venne proposto uno scudo con un leone di colore giallo su sfondo rosso. La proposta venne rigettata sia per la somiglianza con lo stemma della vicina Bulgaria sia per le proteste della comunità albanese che non si sentiva rappresentata dal nuovo stemma. Alla fine si mantenne il vecchio emblema, limitandosi perlopiù ad eliminare la stella rossa che lo coronava, tipica della simbologia comunista.